# Shorea sagittata
Shorea sagittata är en tvåhjärtbladig växtart som beskrevs av Peter Shaw Ashton. Shorea sagittata ingår i släktet Shorea och familjen Dipterocarpaceae. Inga underarter finns listade i Catalogue of Life.